# Candice Night
Candice Night (Smithtown, 8 maggio 1971) è una cantante e polistrumentista statunitense.
È nota soprattutto per essere la cantante/autrice della band Blackmore's Night fondata insieme al marito Ritchie Blackmore, ex chitarrista dei Deep Purple e dei Rainbow.

## Biografia
Prima di fondare i Blackmore's Night ha partecipato in alcune occasioni come corista nei Rainbow. Dal 1997 è cantante nel gruppo Blackmore's Night. Ha all'attivo due album da solista: Reflections (2011) e Starlight Starbright (2015). Più recentemente, ha collaborato con il gruppo heavy metal tedesco Helloween, cantando Light the Universe, canzone contenuta nel disco Keeper of the Seven Keys - The Legacy, e con il supergruppo Avantasia, cantando nella canzone Moonglow, dell'omonimo album.

## Discografia

### Solista
- 2011 - Reflections
- 2015 - Starlight Starbright

### Con i Blackmore's Night
- 1997 – Shadow of the Moon
- 1998 – Under a Violet Moon
- 2000 – Fires at Midnight
- 2003 – Ghost of a Rose
- 2006 – The Village Lanterne
- 2007 – Winter Carols
- 2008 – Secret Voyage
- 2010 – Autumn Sky
- 2013 – Dancer and the Moon
- 2015 – All Our Yesterdays
- 2019 – Here We Come A-Caroling
- 2021 – Nature'S Light